# 南緯67度線
南緯67度線（なんい67どせん）は、 地球の赤道面より南に地理緯度にして67度の角度を成す緯線である。
南極圏より約50km南にある緯線であり、この緯線は南極大陸と南極海を通過する。この緯度の下では、12月4日頃から1月9日頃までの約1ヶ月間は白夜になり、冬至点時の可照時間は1時間30分である。

## 通過する地域一覧
| 地理座標                                               | 国土・領土・領海 | 備考 |
| ------------------------------------------------------ | ---------------- | --- |
| 南緯67度0分 東経0度0分 / 南緯67.000度 東経0.000度      | 南極海           | |
| 南緯67度0分 東経48度22分 / 南緯67.000度 東経48.367度   | 南極大陸         | オーストラリア南極領土（ オーストラリアが領有権主張）                                                                                               |
| 南緯67度0分 東経49度34分 / 南緯67.000度 東経49.567度   | 南極海           | アムンゼン湾 |
| 南緯67度0分 東経50度33分 / 南緯67.000度 東経50.550度   | 南極大陸         | オーストラリア南極領土（ オーストラリアが領有権主張）                                                                                               |
| 南緯67度0分 東経57度23分 / 南緯67.000度 東経57.383度   | 南極海           | |
| 南緯67度0分 東経82度33分 / 南緯67.000度 東経82.550度   | 南極大陸         | オーストラリア南極領土（ オーストラリアが領有権主張） アデリーランド（ フランスが領有権主張） オーストラリア南極領土（ オーストラリアが領有権主張） |
| 南緯67度0分 東経146度47分 / 南緯67.000度 東経146.783度 | 南極海           | バックル島（ ニュージーランドが領有権主張する地域）のちょうど南を通過。                                                                             |
| 南緯67度0分 西経68度36分 / 南緯67.000度 西経68.600度   | 南極大陸         | アデレード島、南極半島（ アルゼンチン・ チリ・ イギリスが領有権主張する地域）                                                                       |
| 南緯67度0分 西経60度17分 / 南緯67.000度 西経60.283度   | 南極海           | ウェッデル海 |